# Beatles for Sale
Beatles for Sale là album phòng thu thứ tư của ban nhạc rock người Anh The Beatles, được phát hành vào ngày 4 tháng 12 năm 1964 và được sản xuất bởi George Martin. Album đánh dấu bước ngoặt mới trong sự nghiệp sáng tác của Lennon-McCartney, đặc biệt là John Lennon khi anh bắt đầu chuyển hướng sang việc viết các ca khúc mang nhiều tính trải nghiệm cá nhân hơn. "I'm a Loser" là lần đầu tiên người ta có thể thấy ở Lennon những ảnh hưởng rõ rệt từ Bob Dylan, người mà cả ban nhạc đã có một buổi gặp gỡ vô cùng đặc biệt vào ngày 28 tháng 8 cùng năm.
Beatles for Sale không phát hành đĩa đơn tại Anh khi ban nhạc đã có "I Feel Fine" và "She's a Woman" trước đó. Tuy nhiên, tại Mỹ, họ vẫn cho ra mắt đĩa đơn "Eight Days a Week", đạt vị trí số 3 vào tháng 3 năm 1965.
Album độc chiếm vị trí số 1 suốt 11 tuần (trong tổng số 46 tuần góp mặt) tại bảng xếp hạng Top 20 tại Anh. Thực tế, Beatles for Sale không được coi là một album chính thức của ban nhạc cho tới tận năm 1987, thay vào đó là album Beatles '65 với 8 ca khúc từ Beatles for Sale kèm với 2 ca khúc trong đĩa đơn là "I Feel Fine" và "I'll Be Back" trích từ album A Hard Day's Night. Beatles '65 cũng có được 9 tuần đứng đầu bảng xếp hạng tại Mỹ bắt đầu từ tháng 1 năm 1965.

## Danh sách ca khúc
Tất cả các ca khúc được viết bởi Lennon-McCartney, các sáng tác khác được ghi chú bên.
| Mặt A | Mặt A                                                                          | Mặt A               | Mặt A      |
| STT   | Nhan đề                                                                        | Hát chính           | Thời lượng |
| ----- | ------------------------------------------------------------------------------ | ------------------- | ---------- |
| 1.    | "No Reply"                                                                     | Lennon              | 2:15       |
| 2.    | "I'm a Loser"                                                                  | Lennon              | 2:31       |
| 3.    | "Baby's in Black"                                                              | Lennon và McCartney | 2:02       |
| 4.    | "Rock and Roll Music" (Chuck Berry)                                            | Lennon              | 2:32       |
| 5.    | "I'll Follow the Sun"                                                          | McCartney           | 1:46       |
| 6.    | "Mr. Moonlight" (Roy Lee Johnson)                                              | Lennon              | 2:33       |
| 7.    | "Kansas City/Hey-Hey-Hey-Hey!" (Jerry Leiber và Mike Stoller/Richard Penniman) | McCartney           | 2:33       |

| Mặt B | Mặt B                                        | Mặt B                  | Mặt B      |
| STT   | Nhan đề                                      | Hát chính              | Thời lượng |
| ----- | -------------------------------------------- | ---------------------- | ---------- |
| 1.    | "Eight Days a Week"                          | Lennon và McCartney    | 2:44       |
| 2.    | "Words of Love" (Buddy Holly)                | Lennon và McCartney    | 2:12       |
| 3.    | "Honey Don't" (Carl Perkins)                 | Starr                  | 2:55       |
| 4.    | "Every Little Thing"                         | Lennon và McCartney    | 2:01       |
| 5.    | "I Don't Want to Spoil the Party"            | Lennon, cùng McCartney | 2:33       |
| 6.    | "What You're Doing"                          | McCartney              | 2:30       |
| 7.    | "Everybody's Trying to Be My Baby" (Perkins) | Harrison               | 2:23       |

## Đánh giá
| Đánh giá chuyên môn           | Đánh giá chuyên môn |
| Nguồn đánh giá                | Nguồn đánh giá      |
| Nguồn                         | Đánh giá            |
| ----------------------------- | ------------------- |
| Allmusic                      | [ 4 ]               |
| The A.V. Club                 | B                   |
| Consequence of Sound          | [ 6 ]               |
| Encyclopedia of Popular Music | [ 7 ]               |
| Paste                         | 79/100              |
| Pitchfork Media               | 9.3/10              |
| The Rolling Stone Album Guide | [ 10 ]              |

Báo chí tại Anh hầu hết dành những đánh giá tích cực cho Beatles for Sale. Derek Johnson từ tờ NME cho rằng album "đáng giá từng xu" và bổ sung: "Nó thoải mái và dễ gây nghiện, kèm với nhịp điệu chất lượng." Chris Welch của Melody Maker nhận xét âm nhạc của album là "chân thực" và sáng tạo, dự đoán "Beatles for Sale sẽ còn bán chạy, chạy mãi. Nó dễ dàng vượt qua những quy chuẩn để đánh thức những tầng lớp yêu nhạc pop, nhạc rock, nhạc R&B và cả nhạc của The Beatles..."
Trong một số bài đánh giá gần đây, tạp chí Q nhận định tiêu đề album "ẩn chứa nhiều hoài nghi" cho dù The Beatles rõ ràng có mục đích thương mại. Trên Allmusic, Stephen Thomas Erlewine nhận xét "Sự mệt mỏi của Beatles for Sale là một điều gì đó khá bất ngờ" sau "những ngày vui tươi của A Hard Day's Night." Ông cho rằng đây là "sản phẩm thiếu nhất quán nhất của ban nhạc", nhưng cũng bổ sung rằng đây là những khoảnh khắc hoàn hảo nhất của họ "khi chuyển từ Merseybeat sang dòng pop/rock lộng lẫy trong sự nghiệp của họ".
Tom Ewing từ Pitchfork Media nói "Sự giận dữ của Lennon và việc khám phá ra rock 'n roll của ban nhạc đã biến For Sale hoàn toàn xứng đáng là album tầm thường nhất." Trong khi đó, Neil McCormick của The Daily Telegraph bình luận rằng "bởi vì Beatlemania vốn ở đẳng cấp cao, nên cho dù họ có chơi một chút kém đi... thì ở một vài chỗ, âm nhạc của họ vẫn tuyệt." Trên The Rolling Stone Album Guide, Rob Sheffield nhấn mạnh album lựa chọn những bản thu rất tồi của "I'm a Loser" và "What You're Doing" trong khi ban nhạc vẫn đang trong quá trình hoàn thiện. Ông bổ sung "Hòa âm của 'Baby's in Black', câu hát 'I still loooove her' ở 'I Don't Want to Spoil the Party', tiếng tay vỗ đầy giận dữ của 'Eight Days a Week' đã khiến ta dễ chấp nhận 'Mr. Moonlight' hơn."

## Xếp hạng
| Bảng xếp hạng   | Năm  | Vị trí cao nhất |
| --------------- | ---- | --------------- |
| UK Albums Chart | 1964 | 1               |
| UK Albums Chart | 1965 | 1               |

## Thành phần tham gia sản xuất
Theo Mark Lewisohn:
The Beatles
- John Lennon – hát chính, hát bè và hát nền; guitar nền và acoustic guitar, piano, harmonica, sắc-xô, tay vỗ; guitar 12-dây trong "Every Little Thing".
- Paul McCartney – hát chính, hát bè và hát nền; bass, acoustic guitar, piano, Hammond organ, tay vỗ.
- George Harrison – hát bè và hát nền, hát chính trong "Everybody's Trying to Be My Baby"; lead, acoustic và guitar 12-dây, trống vỗ châu Phi, tay vỗ.
- Ringo Starr – trống, sắc-xô, maracas, timpani, chuông, bongo, hát chính trong "Honey Don't".

Nghệ sĩ khác
- George Martin – piano, sản xuất.